# Sant Bartomeu d’Almisdrà
Sant Bartomeu d'Almisdrà (en castellà i oficialment, San Bartolomé) és una pedania del municipi valencià d'Oriola, a la comarca del Baix Segura. Compta amb més de 3000 habitants en tot el seu territori.